# Nair Xavier Lobo
Nair Xavier Lobo (Anápolis, 25 de março de 1956 - Brasília, 9 de junho de 2020), era uma advogada e política brasileira, que exerceu dois mandatos como deputada federal, nos períodos de 27 de abril de 1995 a 20 de novembro de 1996, de 21 de novembro de 1996 a 15 de outubro de 1998, e de 26 de outubro de 1998 a 1º de janeiro de 1999.

## Biografia
Nair Xavier Lobo era filha de Marina de Carvalho Brito Xavier Nunes e do advogado Rivadávia Xavier Nunes.
Em 1981, concluiu a graduação em Ciências Jurídicas pela Universidade Federal de Goiás (UFG), em seguida, se especializou em Direito Administrativo e Constitucional.
Em 1987, passou a consultora jurídica da Assembleia Legislativa de Goiás.
Em 1990, ingressou no Partido de Reconstrução Nacional (PRN), sendo presidente do PRN-Mulher Goiás. Três anos depois, mudou para o PMDB.
Em 1994, foi eleita suplente da Câmara dos Deputados, assumindo seu primeiro mandato no lugar do deputado eleito Josias Gonzaga. Em 1998, foi reeleita.
Em maio de 2009, propôs lei que confere estabilidade de emprego (com cinco meses de licença maternidade) a pessoas quem obtiverem a guarda de criança recém-nascida que tenha ficado órfã de mãe nos primeiros meses de vida. A foi aprovada pelo Senado em junho de 2014 e sancionada pela então presidente da República, Dilma Rousseff.
Em 1998, ela e outras quatro parlamentares se reuniram com duas ufólogas estadunidenses para discutir a implantação da Cidade Internacional do Conhecimento na cidade de Alto Paraíso de Goiás, local que seria dedicado à meditação e a atividades místicas.
Faleceu em sua casa, em Cidade Ocidental-GO, no dia 9 de junho de 2020, de um câncer da tiroide que tratava há um ano e que desenvolveu metástase.

Era divorciada. Teve quatro filhos e cinco netos.